# Iván López
Iván Leonardo López (13 aprile 1978) è un ex calciatore colombiano, di ruolo difensore.

## Palmarès

### Club

#### Competizioni nazionali
- Campionato colombiano: 1

América de Cali: 2002-I